# Croÿ-Teppich

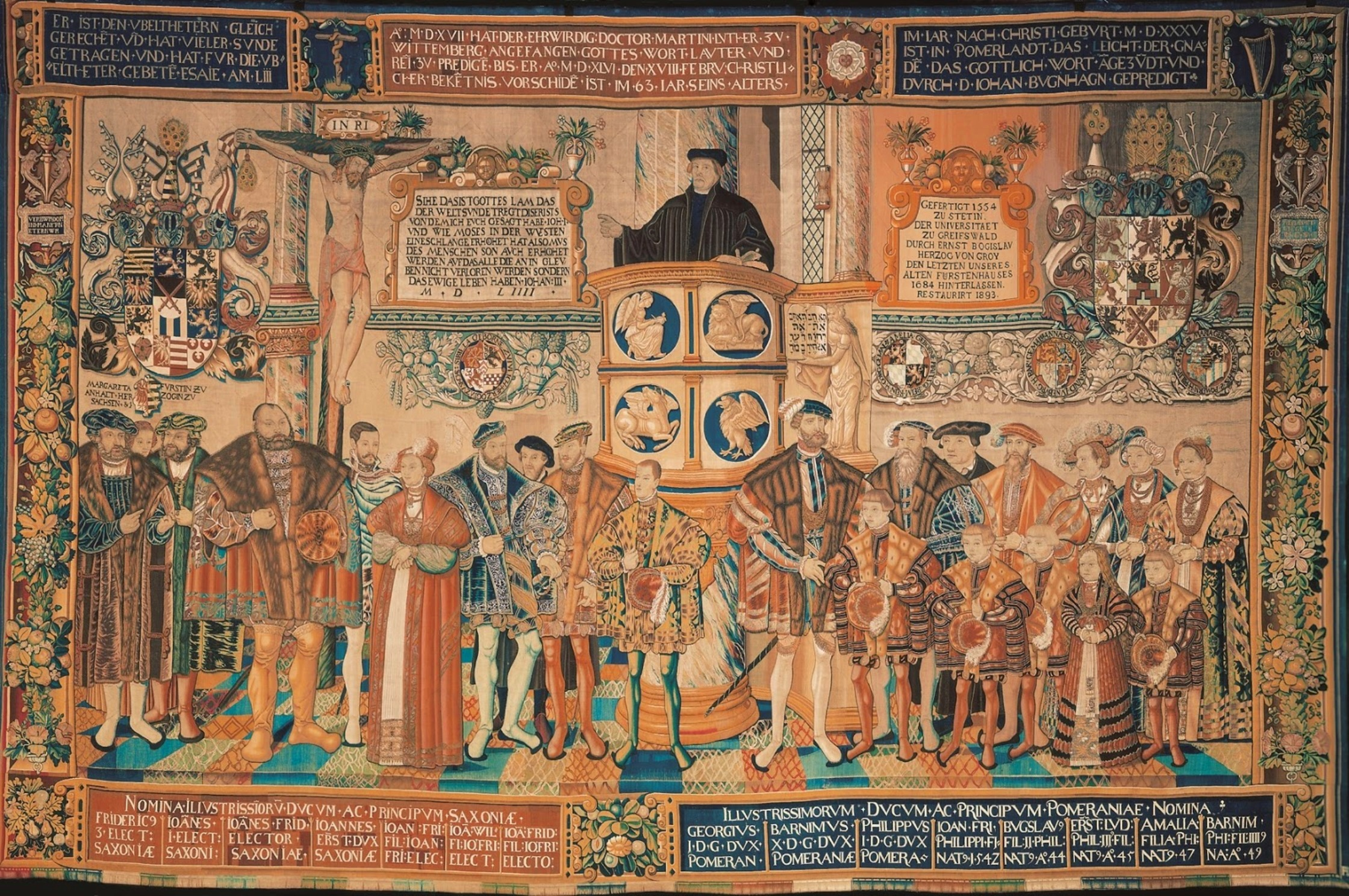
Croÿ-Teppich von 1554/1556

Der Croy-Teppich (Tapetum Concordiae) ist eine 6,80 Meter lange und 4,32 Meter hohe (nach anderer Quelle 6,90 m × 4,46 m messende) Bildwirkerei, die sich im Eigentum der Universität Greifswald befindet. Er zeigt über zwanzig Angehörige des pommerschen und sächsischen Herrscherhauses (Ernestiner) sowie drei bedeutende Reformatoren. Aufgrund seiner Größe, der Darstellung und der Qualität der Ausführung gilt er als ein einzigartiges kulturhistorisches Zeugnis aus der Zeit der Reformation.

## Der Teppich

### Thema des Teppichs
Die Ikonographie des Teppichs wurde ursprünglich als die Hochzeit von Torgau identifiziert, die am 27. Februar 1536 die Ehe zwischen Philipp I. von Pommern und Maria von Sachsen besiegelte und so die Häuser Kursachsen und Pommern dynastisch miteinander verband. In der neueren Forschung wird diese Annahme jedoch kaum bis gar nicht mehr vertreten. Stattdessen wird der Teppich eher als Zeugnis der konfessionellen Hofkulturder Pommernherzöge gedeutet. Untermauert wird diese Annahme durch zahlreiche Inschriften und ikonographische Details, wie beispielsweise Symbole der Evangelisten und durch die im Bild dargestellten Reformatoren Martin Luther, Johannes Bugenhagen und Philipp Melanchthon.

### Bildanalyse

#### Personen und Ikonographie
Auf dem Teppich ist ein Kirchenraum angedeutet. Auf der Kanzel steht der predigende Martin Luther, der auf den gekreuzigten Jesus weist, der sich rechts neben dem kursächsischen Wappen befindet. Die Kanzel selbst zeigt die Symbole der vier Evangelisten, Lukas, Matthäus, Johannes und Markus. Rechts neben der Kanzel ist ein Relief von Mose mit den Gesetzestafeln dargestellt. Über Mose, ungefähr auf Kopfhöhe Martin Luthers, befindet sich eine Sanduhr, die die Zeit der Predigt beschränken soll, aber auch als Symbol der Vergänglichkeit fungiert.
Unterhalb der Kanzel befinden sich zwei Personengruppen. Die Vertreter des pommerschen Herzogshauses stehen auf der rechten und die des ernestinisch-sächsischen auf der linken Seite. Darauf deuten neben Kartuschen mit Inschriften auch die beiden großen Wappen in der rechten und linken oberen Bildhälfte hin, obwohl die ernestinische Linie die Kurwürde 1547 an die albertinische Linie verlor, die nicht auf dem Teppich abgebildet ist.
Das ernestinisch-sächsische, zwölfteilige Wappen zeigt folgende Landesteile:
- Herzogtum Sachsen – Landgrafschaft Thüringen – Markgrafschaft Meißen
- Pfalzgrafschaft Sachsen – Kurfürstentum Sachsen – Pfalzgrafschaft Thüringen
- Grafschaft Orlamünde – Grafschaft Landsberg – Vogtland
- Grafschaft Altenburg – Burggrafschaft Magdeburg – Grafschaft Brehna

Die ernestinisch-sächsische Gruppe besteht aus folgenden Personen (von links nach rechts):
1. Kurfürst Friedrich III. der Weise (1463–1525)
2. Margarethe von Anhalt (1494–1521)
3. Kurfürst Johann I. der Beständige (1468–1532)
4. Kurfürst Johann Friedrich der Großmütige (1503–1554)
5. Johann Ernst von Coburg (1521–1553)
6. Sibylle von Jülich († 1554)
7. Johann Friedrich II. (1529–1595)
8. Philipp Melanchthon (1497–1560)
9. Johann Wilhelm (1530–1573)
10. Johann Friedrich d. J. (1538–1565)

Das pommersche neunteilige Wappen auf der rechten Seite zeigt die Landesteile:
- Herzogtum Stettin – Herzogtum Pommern – Herzogtum Cassuben
- Herzogtum Wenden – Fürstentum Rügen – Herrschaft Usedom
- Land Barth – Grafschaft Gützkow – Herzogtum Wolgast

Die pommersche Gruppe besteht aus folgenden Personen (von links nach rechts):
1. Herzog Georg I. (1493–1531)
2. Herzog Barnim IX. (1503–1573)
3. Johannes Bugenhagen (1485–1558)
4. Herzog Philipp I. (1515–1560)
5. Amalie von der Pfalz (1490–1525)
6. Anna von Braunschweig-Lüneburg (1502–1568)
7. Maria von Sachsen (1516–1583)
8. Johann Friedrich (1542–1600)
9. Herzog Bogislaw XIII. (1544–1606)
10. Ernst Ludwig (1545–1592)
11. Amalie (1547–1580)
12. Herzog Barnim XII. (1549–1603)

Die kleineren Wappen über den Köpfen der weiblichen Figuren im Teppich stellen deren Familienwappen dar. Auf sächsischer Seite sind die Frauen neben ihren Männern abgebildet, auf pommerscher Seite stehen sie dagegen zu dritt am Bildrand, getrennt von ihren Männern.

### Inschriften
Auf dem Teppich finden sich folgende Inschriften:
Am oberen Bildrand:
ER IST DEN VBELTHETERN GLEICH GERECHNET VND HAT VIELER SVNDE GETRAGEN VND HAT FVR DIE VBELTHETER GEBETEN ESAIE AM LIII (Jesaja 53,12 )
ANNO MDXVII HAT DER EHRWIRDIGE DOCTOR MARTIN LVTHER ZV WITTEMBERG ANGEFANGEN GOTTES WORT LAVTER VND REIN ZV PREDIGEN BIS ER ANNO MDXLVI DEN XVIII FEBRVAR CHRISTLICHER BEKENNTNIS VORSCHIDEN IST IM 63 IAR SEINS ALTERS
IM IAR NACH CHRISTI GEBVRT MDXXXV IST IN POMERLANDT DAS LEICHT DER GNADEN DAS GOTTLICH WORT ANGEZVNDT VND DVRCH D IOHAN BVGNHAGN GEPREDIGT
Zwischen der Zeigehand Luthers und dem Gekreuzigten:
SIHE DAS IST GOTTES LAM DAS DER WELT SVNDE TREGT DISER ISTS VON DEM ICH EVCH GESAGT HABE IOH I (Joh 1,29–30 ) VND WIE MOSES IN DER WÜSTEN EINE SCHLANGE ERHÖHET HAT ALSO MVS DES MENSCHEN SON AVCH ERHÖHET WERDEN AVF DAS ALLE DIE AN IN GLEVBEN NICHT VERLOREN WERDEN SONDERN DAS EWIGE LEBEN HABEN IOHAN III (Joh 3,14–15 )  M D L IIII
Rechts von Luther die 1893 eingefügte Inschrift:
GEFERTIGT 1554 ZU STETIN. DER UNIVERSITAET ZU GREIFSWALD DURCH ERNST BOGISLAV HERZOG VON CROY DEN LETZTEN UNSERES ALTEN FÜRSTENHAUSES 1684 HINTERLASSEN. RESTAURIRT 1893.
Am Kanzelaufgang auf den von Mose gehaltenen Gebotstafeln:
תאהב את יהוה אלהיך תאהב את רעך כמך („Du sollst lieben den HERRN deinen Gott. Du sollst lieben deinen Nächsten wie dich selbst.“)
Im Schmuckrahmen links:
VERBVM DOMINI MANET IN ETERNVM („Das Wort des Herrn bleibt in Ewigkeit.“ – Jes 40,8 ; 1 Petr 1,25 ; Wahlspruch der sächsischen Reformationsfürsten)
Im Schmuckrahmen rechts:
PRO LEGE ET GREGE („Für Recht und Volk“, Wahlspruch Philipps I.) WGW (wohl Abkürzung des Wahlspruchs Johann Friedrichs „Wie Gott will“)
Am unteren Bildrand links:
NOMINA ILLVSTRISSIMORVM DVCVM AC PRINCIPVM SAXONIAE („Die Namen der allererlauchtesten Herzöge und Fürsten Sachsens“). Es folgen die Namen Friedrich III. (1463–1525), Johann I. (1468–1532), Johann Friedrich (1503–1554), Johann Ernst (1521–1553), Johann Friedrich II. (1529–1595), Johann Wilhelm (1530–1573) und Johann Friedrich III. (1538–1565).
Am unteren Bildrand rechts:
ILLVSTRISSIMORVM DVCVM AC PRINCIPVM POMERANIAE NOMINA („Die Namen der allererlauchtesten Herzöge und Fürsten Pommerns“). Es folgen die Namen Georg I. (1493–1531), Barnim IX. (hier als X. gezählt; 1501–1573), Philipp I. (1515–1560) und fünf seiner Kinder: Johann Friedrich (1542–1600), Bogislaw XIII. (1544–1606), Ernst Ludwig (1545–1592), Amalia (1547–1580) und Barnim X. (1549–1603).

## Objektgeschichte
Zum Zeitpunkt der Herstellung des Wandteppichs im 16. Jahrhundert war Pommern in die Herzogtümer Pommern-Wolgast und Pommern-Stettin geteilt. Philipp I. von Pommern-Wolgast hatte 1553 den Wandteppich in Auftrag gegeben, vermutlich für das Schloss Wolgast. Der niederländische „Tapetenmacher“ Peter Heymans, der den Teppich wirken sollte, stellte ihn 1554 fertig.
Während der Spätgotik und der Epoche der Renaissance hatte sich in den Niederlanden allmählich eine florierende Woll- und Tuchindustrie entwickelt, besonders in Flandern. Allen voran hatten die Herzöge von Burgund deren Ausbau vorangetrieben und unterstützt, indem sie viele Tapisserien bei den örtlichen Manufakturen in Auftrag gaben.
Durch diese wirtschaftliche Förderung bildeten sich zunehmend größere Unternehmen, die für Fürstenhöfe in ganz Europa Bildteppiche produzierten. Die Teppichwirkerei wurde zeitweise zum wichtigsten Wirtschaftszweig des Landes, insbesondere Teppiche aus Brüssel waren berühmt sowohl für ihre künstlerische als auch technische Vollendung. Die Glanzzeit der niederländischen Teppichproduktion lag ungefähr zwischen 1510 und 1568. Diese Zeitspanne deckt sich ungefähr mit der Regierungszeit der beiden Statthalterinnen Margarethe von Österreich, die bis 1530 im Amt war und Maria von Ungarn, die bis 1558 als Statthalterin in den Niederlanden fungierte.
Da die pommersche Greifendynastie im Jahre 1625 im Zweig Pommern-Wolgast und im Jahre 1637 im Zweig Pommern-Stettin ausstarb, ging der Teppich vermutlich in den Besitz der Schwester des letzten pommerschen Greifen Herzogs Bogislav XIV., Anna von Croy über. Sie hatte 1619 den lothringischen Herzog Ernst von Croy geheiratet und war 1622 nach dessen Tod (1620) gemeinsam mit ihrem Sohn nach Pommern zurückgekehrt. Dort nahm sie in Stolp ihren Witwensitz.
1681 wurde der Teppich zusammen mit einigen anderen Hinterlassenschaften aus dem pommerschen Herzogshaus der Universität Greifswald vermacht, wohin er jedoch erst 1707 gelangte und bis 2005 verblieb. Seitdem ist er im Pommerschen Landesmuseum ausgestellt.
Während des Zweiten Weltkriegs wurden die Universitätsschätze u. a. nach Lübeck ausgelagert. 1951 wurde der Croy-Teppich zusammen mit dem Estherteppich (auch "kleiner Croy-Teppich") und anderen Objekten auf Befehl der britischen Militäradministration in das Schloss Celle verbracht, das als „Depot für schöne Künste und Archive“ fungierte. Die Universität Greifswald bemühte sich unter ihrem Rektor Hans Beyer seit 1951 darum, die ausgelagerten Schätze wieder zurückzugewinnen. Beyer gelang es, sie 1951 zu lokalisieren, doch war man in der britischen Besatzungszone einer Rückgabe zunächst abgeneigt. Der Universität wurde zwar zugestanden, dass der Teppich noch ihr Eigentum sei, jedoch wurde dieses Eigentumsrecht an die Freiheit der Forschung gebunden, die aus Sicht des Westens in der Universität Greifswald wie in der ganzen DDR nicht gewährleistet war. Außerdem seien die Schätze der Zuständigkeitsbereich der britischen Militärregierung. Beyer wandte sich daraufhin direkt an das niedersächsische Kultusministerium und konnte am 22. November 1952 zunächst die Herausgabe eines Zepterpaares und der Rektorkette erwirken. Die Herausgabe des Teppichs selbst erreichte jedoch erst Beyers Nachfolger, Gerhardt Katsch, im Jahre 1956, pünktlich zum 500-jährigen Jubiläum der Universität.

### Das Croy-Fest
Anna von Croy pflegte gute Beziehungen zur Greifswalder Universität, der sie drei Jahre vor ihrem Tod 1657 einen Besuch abstattete. Nachdem sie 1660 verstorben war, wurde 1663 beschlossen, alle fünf Jahre zu ihrem Todestag eine Gedächtnisfeier für sie und das erloschene pommersche Herzoghaus abzuhalten. Diese Feier fand jedoch nur einmalig 1665 statt. Annas Sohn, Herzog Ernst-Bogislaw von Croy, stiftete daher in Gedenken an seine Mutter am 10. März 1680 das sogenannte Croy-Fest. Dieses sollte nunmehr alle 10 Jahre stattfinden und dem gleichen Zweck dienen, wie das ursprüngliche Fest. Um die dauerhafte Finanzierung der Veranstaltung zu sichern, hinterlegte er bei der Stadt Stralsund ein Kapital von 250 Reichstalern. Die Zinsen aus diesem Kapital erfüllten den angestrebten Zweck, sodass das Fest ab dem 7. Juli 1680 alle zehn Jahre stattfinden konnte. 1681 vermachte Ernst-Bogislaw in seinem Testament der Universität mehrere Schätze aus dem ehemaligen pommerschen Herrscherhaus. Darunter waren außer dem Reformationsteppich (sog. Croy-Teppich) von 1554 auch der Siegelring Bogislaws XIV. und die Medaillonkette der Anna von Croy, die sie und ihren Gatten Ernst von Croy zeigte.
Diese herzoglichen Erbstücke befanden sich zunächst in brandenburgischem Gebiet, da nach dem Dreißigjährigen Krieg die Gebiete Pommerns westlich der Oder sowie Stettin an Schweden gefallen waren und Brandenburg Hinterpommern erhalten hatte. Da zwischen Schweden und Brandenburg Rivalität herrschte und Greifswald im schwedischen Territorium lag, mussten die Croy-Feiern bis 1700 noch ohne den Teppich auskommen. Erst 1707 erreichte der schwedische Diplomat Johan Baron von Rosenhane die Überführung des Teppichs nach Greifswald, sodass die vierte Croy-Feier 1710 mit dem Teppich durchgeführt werden konnte.
Croy Feste fanden bis 1930 alle zehn Jahre statt. 1940 wurde die Feier aufgrund des drohenden Luftkrieges ausgesetzt und danach erst wieder nach der Wiedervereinigung im Jahre 1992 aufgenommen.